# 阿里安娜·华盛顿
阿里安娜·华盛顿（英語：Ariana Washington，1996年8月27日—），美国女子田径运动员，主攻短跑，2014年世界青年田径锦标赛女子4×100米接力金牌得主、2017年世界田径锦标赛女子4×100米接力金牌得主。